# Muralla de Sant Feliu de Guíxols
La muralla de Sant Feliu de Guíxols és un monument històric declarat bé cultural d'interès nacional del municipi de Sant Feliu de Guíxols (Baix Empordà).

## Descripció
L'antiga muralla de Sant Feliu coincideix aproximadament amb els actuals carrers Juli Garreta, de l'Hospital, placeta de Sant Joan, rambla Vidal i passeig del Mar però es conserven molt poques restes visibles d'aquesta.
La muralla es pot dividir en cinc sectors. El primer seria el de migdia que mira a l'actual passeig del Mar; aquí hi havia la torre de la Presó, de forma circular, la del consell amb el portal del Mar, la torre Ampla, de forma rectangular, una mitja torre, un baluard i la torre Vella, també de forma circular. En una excavació arqueològica que es va fer a la plaça del mercat va aparèixer un tram de muralla medieval amb orientació nord-oest/sud-est. Quan es va fer la casa número 2 del passeig del Mar es va descobrir un fragment de mur que segurament pertanyia al baluard.
El sector de Solixent partia de la torre Vella i comprenia la torre i portal del peix i la torre i portal Barbareta, totes dues de planta quadrada.
En el sector de Tramuntana hi havia dues torres de planta semicircular i la torre de Sant Joan amb el portal de Girona, de planta quadrada. D'aquests sectors no queda cap resta.
En el sector de Solponent hi ha dos mitges torres. En aquesta part els francesos van deixar una part de la muralla perquè tenia cases adossades i actualment es conserva uns 30 metres de mur (resta visible el tram del carrer de la Notaria, 5).
L'últim sector és el de la Riera del Monestir. Aquí es trobaven la torre de les puces, de planta rodona, i el portal d'anar a l'església. En una excavació de l'any 1967 es va trobar part del basament de la torre en les cases 2 i 4 de la Baixada del Pont. En aquest sector és on es coneix més llargada de muralla, però la major part està soterrada.

## Zona arqueològica
En el solar situat a la Plaça del mercat, 19, amb motiu de la construcció d'un edifici, es va fer una intervenció arqueològica, ja que es tracta d'una zona d'expectativa arqueològica. Es van localitzar 40 murs, 7 dipòsits o pous i 16 paviments de diferents cronologies. Al sector sud-oest, va aparèixer un tram de muralla medieval amb orientació nord-oest/sud-est.
El jaciment presenta les següents fases constructives:
- Fase I- segle xiii: Es va documentar la muralla i un mur que s'hi adossa perpendicularment.[2]
- Fase II-segle XIV: Mur situat en paral·lel a la muralla i separat 2 metres, podria tractar-se d'un reforç de la muralla per protegir-la de les crescudes de la riera. També es van documentar dos murs més.[2]
- Fase III-segle XV-XVI: s'observen transformacions a l'exterior i a l'interior de la muralla. Alguns murs entren en desús i es fa un empedrat que no devia tenir una llarga pervivència. A sobre s'hi va construir un altre mur que s'adossa a la muralla. A l'interior de la muralla es va documentar un fragment de paviment de toves i un pou de planta quadrada.[2]
- Fase IV-segle XVII-XVIII: s'han trobat algunes estructures del segle xvii però el nombre d'unitats estratigràfiques és notable. Els murs compartimenten espais i els estrats són nivells de reompliment i anivellament, un dels quals cobreix la muralla, fet que demostra que entra en desús.[2]
- Fase V-segle XIX-XX: aquesta fase correspon a les cases que encara existeixen abans del seu enderrocament per l'obra nova. En l'excavació es van trobar materials ceràmics, de tipus i cronologia diversa, material constructiu, dos capitells, fauna, vidre ictiofauna, metalls i una pinta de fusta possiblement del segle xv.[2]

## Història
La vila de Sant Feliu va estar defensada per una muralla des del segle xiv. L'any 1696, els francesos la van enderrocar en el marc de la Guerra dels Nou Anys.